# Short track ai XXIII Giochi olimpici invernali - 1500 m femminile
La gara dei 1500 metri femminile di short track dei XXIII Giochi olimpici invernali di Pyeongchang si è svolta il 17 febbraio 2018, a partire dalle ore 19:00 (UTC+9), presso l'arena del ghiaccio di Gangneung.
La pattinatrice sudcoreana Choi Min-jeong ha conquistato la medaglia d'oro, mentre l'argento e il bronzo sono andati rispettivamente alla cinese Li Jinyu e alla canadese Kim Boutin.

## Record
Prima della manifestazione il record del mondo e il record olimpico erano i seguenti:
| Record mondiale | 2'14"354 | Choi Min-jeong Corea del Sud | 12 novembre 2016 Salt Lake City, Stati Uniti d'America |
| Record olimpico | 2'16"993 | Zhou Yang Cina               | 20 febbraio 2010 Vancouver, Canada                     |

Nel corso della competizione non sono stati migliorati.

## Risultati

### Batterie
Batteria 1
| Pos. | Atleta          | Nazione       | Tempo    | Note |
| ---- | --------------- | ------------- | -------- | ---- |
| 1    | Arianna Fontana | Italia        | 2'28"494 | Q    |
| 2    | Jorien ter Mors | Paesi Bassi   | 2'28"587 | Q    |
| 3    | Sumire Kikuchi  | Giappone      | 2'29"665 | Q    |
| 4    | Kim Iong-a      | Kazakistan    | 2'29"875 |      |
| 5    | Shim Suk-hee    | Corea del Sud | 2'39"984 |      |
| -    | Sára Bácskai    | Ungheria      | -        | PEN  |

Batteria 2
| Pos. | Atleta             | Nazione       | Tempo    | Note |
| ---- | ------------------ | ------------- | -------- | ---- |
| 1    | Han Yutong         | Cina          | 2'31"158 | Q    |
| 2    | Marianne St-Gelais | Canada        | 2'31"274 | Q    |
| 3    | Martina Valcepina  | Italia        | 2'31"370 | Q    |
| 4    | Kathryn Thomson    | Gran Bretagna | 2'32"891 |      |
| 5    | Anna Seidel        | Germania      | 2'56"976 | ADV  |
| -    | Jessica Smith      | Stati Uniti   | -        | PEN  |

Batteria 3
| Pos. | Atleta                | Nazione                      | Tempo    | Note |
| ---- | --------------------- | ---------------------------- | -------- | ---- |
| 1    | Suzanne Schulting     | Paesi Bassi                  | 2'27"730 | Q    |
| 2    | Deanna Lockett        | Australia                    | 2'28"996 | Q    |
| 3    | Charlotte Gilmartin   | Gran Bretagna                | 2'29"005 | Q    |
| 4    | Michaela Sejpalová    | Rep. Ceca                    | 2'30"012 |      |
| 5    | Cheyenne Goh          | Singapore                    | 2'36"971 |      |
| -    | Ekaterina Efremenkova | Atleti Olimpici dalla Russia | -        | PEN  |

Batteria 4
| Pos. | Atleta               | Nazione       | Tempo    | Note |
| ---- | -------------------- | ------------- | -------- | ---- |
| 1    | Kim A-lang           | Corea del Sud | 2'20"891 | Q    |
| 2    | Kim Boutin           | Canada        | 2'21"149 | Q    |
| 3    | Véronique Pierron    | Francia       | 2'22"119 | Q    |
| 4    | Magdalena Warakomska | Polonia       | 2'23"693 |      |
| -    | Anastassiya Krestova | Kazakistan    | -        | PEN  |
| -    | Yuki Kikuchi         | Giappone      | -        | PEN  |

Batteria 5
| Pos. | Atleta               | Nazione       | Tempo    | Note |
| ---- | -------------------- | ------------- | -------- | ---- |
| 1    | Elise Christie       | Gran Bretagna | 2'29"316 | Q    |
| 2    | Zhou Yang            | Cina          | 2'29"587 | Q    |
| 3    | Valérie Maltais      | Canada        | 2'29"877 | Q    |
| 4    | Tifany Huot-Marchand | Francia       | 2'29"996 |      |
| 5    | Bianca Walter        | Germania      | 2'30"819 |      |
| 6    | Maame Biney          | Stati Uniti   | 2'31"819 |      |

Batteria 6
| Pos. | Atleta            | Nazione                      | Tempo    | Note |
| ---- | ----------------- | ---------------------------- | -------- | ---- |
| 1    | Choi Min-jeong    | Corea del Sud                | 2'24"595 | Q    |
| 2    | Petra Jászapáti   | Ungheria                     | 2'25"022 | Q    |
| 3    | Li Jinyu          | Cina                         | 2'25"034 | Q    |
| 4    | Sofia Prosvirnova | Atleti Olimpici dalla Russia | 2'25"553 |      |
| 5    | Lana Gehring      | Stati Uniti                  | 2'27"336 |      |
| 6    | Shione Kaminaga   | Giappone                     | 2'28"719 |      |

### Semifinali
Semifinale 1
| Pos. | Atleta             | Nazione       | Tempo    | Note |
| ---- | ------------------ | ------------- | -------- | ---- |
| 1    | Kim A-lang         | Corea del Sud | 2'22"691 | QA   |
| 2    | Kim Boutin         | Canada        | 2'22"799 | QA   |
| 3    | Han Yutong         | Cina          | 2'22"826 | QB   |
| 4    | Martina Valcepina  | Italia        | 2'24"171 | QB   |
| 5    | Véronique Pierron  | Francia       | 2'28"023 |      |
| 6    | Anna Seidel        | Germania      | 3'00"658 |      |
| -    | Marianne St-Gelais | Canada        | -        | PEN  |

Semifinale 2
| Pos. | Atleta              | Nazione       | Tempo    | Note |
| ---- | ------------------- | ------------- | -------- | ---- |
| 1    | Jorien ter Mors     | Paesi Bassi   | 2'34"385 | QA   |
| 2    | Arianna Fontana     | Italia        | 2'34"489 | QA   |
| 3    | Sumire Kikuchi      | Giappone      | 2'34"526 | QB   |
| 4    | Suzanne Schulting   | Paesi Bassi   | 2'34"632 | QB   |
| 5    | Charlotte Gilmartin | Gran Bretagna | 3'00"691 |      |
| 6    | Deanna Lockett      | Australia     | 3'01"928 |      |

Semifinale 3
| Pos. | Atleta          | Nazione       | Tempo    | Note |
| ---- | --------------- | ------------- | -------- | ---- |
| 1    | Choi Min-jeong  | Corea del Sud | 2'22"295 | QA   |
| 2    | Petra Jászapáti | Ungheria      | 2'23"210 | QA   |
| 3    | Zhou Yang       | Cina          | 2'23"485 | QB   |
| 4    | Li Jinyu        | Cina          | 2'33"005 | ADVA |
| -    | Valérie Maltais | Canada        | -        | PEN  |
| -    | Elise Christie  | Gran Bretagna | -        | PEN  |

### Finali
Finale A
| Pos.    | Atleta          | Nazione       | Tempo    | Note |
| ------- | --------------- | ------------- | -------- | ---- |
| Oro     | Choi Min-jeong  | Corea del Sud | 2'24"948 |      |
| Argento | Li Jinyu        | Cina          | 2'25"703 |      |
| Bronzo  | Kim Boutin      | Canada        | 2'25"834 |      |
| 4       | Kim A-lang      | Corea del Sud | 2'25"941 |      |
| 5       | Jorien ter Mors | Paesi Bassi   | 2'25"955 |      |
| 6       | Petra Jászapáti | Ungheria      | 2'26"138 |      |
| 7       | Arianna Fontana | Italia        | 2'27"475 |      |

Finale B
| Pos. | Atleta            | Nazione     | Tempo    | Note |
| ---- | ----------------- | ----------- | -------- | ---- |
| 8    | Zhou Yang         | Cina        | 2'35"241 |      |
| 9    | Han Yutong        | Cina        | 2'36"548 |      |
| 10   | Suzanne Schulting | Paesi Bassi | 2'37"163 |      |
| 11   | Sumire Kikuchi    | Giappone    | 2'54"450 |      |
| 12   | Martina Valcepina | Italia      | -        | PEN  |